# 平野ミドリ
平野 ミドリ（ひらの ミドリ、1898年 - 1983年）は、日本の看護師、公衆衛生看護学者。ボストンで公衆衛生看護学を学び、ミス・ヌノと共に聖路加国際病院公衆衛生部門を創設した。「日本の保健婦の母」と呼ばれる。「平野 みどり」とも。

## 経歴
父が英語学者の斎藤秀三郎と母・とらの三女として生まれる。兄はチェリストで指揮者の斎藤秀雄。父の影響で幼少期より、語学や音楽などに触れていた。
双葉女学校専攻科、聖心女子学院語学科卒業。ボストンへと留学をし、公衆衛生看護学を学び経験を積んだ。
1927年、聖路加国際病院社会事業部へ入職をした。
1931年には、ロックフェラー財団フェローとしてコロンビア大学看護科へと再び留学。
1948年から1951年まで、看護婦長を務め、1957年には日本初の保健婦事業の開始を行ったなどの功績が評価され保健文化賞を受賞。
1983年死去。

## 著書

### 共著
- 日野原重明『准看護婦試驗の總仕上げ 問題と解答』医学書院、1955年。NCID BA86716076